# Alltagsleben der Juden im Elsass im 19. Jahrhundert
Im Mittelalter und in der frühen Neuzeit findet man wenige Zeugnisse des Alltagslebens der Juden im Elsass. Die meisten Quellen beziehen sich auf Unterdrückung und Vertreibung. Mit der beginnenden Emanzipation fand auch das alltägliche Leben Beachtung. Eine wichtige Quelle ist das Buch „Scènes de la vie juive en Alsace“ (Szenen jüdischen Lebens im Elsass) von Daniel Steuben. Weiter findet man in den Museen Dokumente und Objekte zu diesem Thema. Außerdem haben die Juden begonnen, die rabbinische Rechtsprechung durch die staatliche zu ersetzen, und haben Notariate zum Abschluss von Eheverträgen genutzt. Auch die jüdischen Schulen wurden durch staatliche Schulen ersetzt oder ergänzt.

## Scènes de la vie juive en Alsace

### Geschichte
Von 1851 bis 1853 erschien in den „Archives israélites“ eine Serie von Artikeln „Lettres sur les mɶurs alsaciennes“ (Briefe über die elsässischen Bräuche) von Auguste Widal. Dieselben Artikel erschienen später in der Revue des Deux Mondes von 1857 bis 1859 unter dem Autornamen Daniel Stauben, die Artikel erschienen schließlich 1860 als Buch dem Titel „Scènes de la vie juive en Alsace“ (Szenen jüdischen Lebens im Elsass). Auguste Widal war ein renommierter Professor für antike Literatur in Frankreich. Für die späteren Veröffentlichungen nutzte er ein Pseudonym, weil es sich um seine eigenen Kindheitserinnerungen handelte und weil der naiv nostalgische Stil der Beschreibungen schlecht zum Ruf eines Literaturprofessors passte. Auguste Widal wurde als Sohn einer armen jüdischen Familie 1822 in Wintzenheim, heute ein Teil von Colmar, geboren. Diese Erläuterungen stammen aus dem Vorwort von Freddy Raphaël zur Neuauflage des Buches. Der Autor selbst schreibt im Vorwort des Buches, dass er in seinem Buch einer untergegangenen Welt, die „Antiquité judaïque“, ein Denkmal errichten wollte. Im folgenden Abschnitt werden die Darstellungen des Buches zum Leben der Juden aufgeführt, aber nicht die Rahmenhandlung und die literarischen Ausschmückungen.

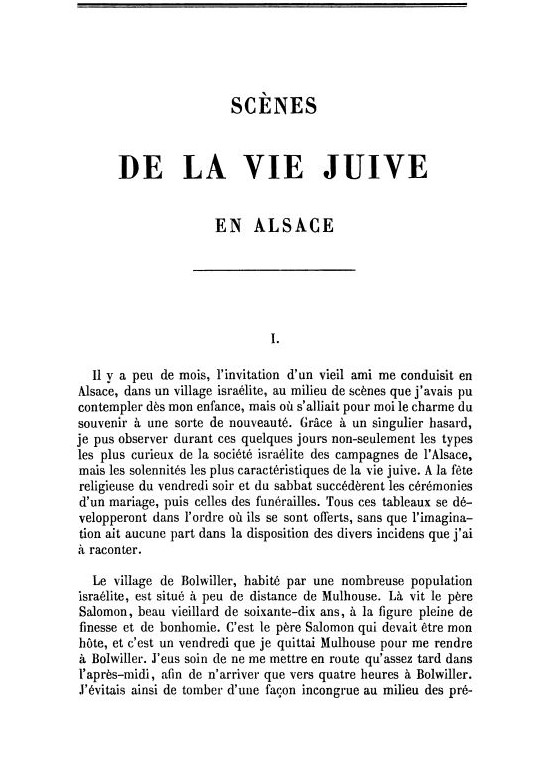
Scenes de la vie Juif 1857

### Inhalt
Das Buch spielt in Bollwiller, im Südelsass zwischen Colmar und Mülhausen, ca. 25 km von Wintzenheim entfernt. Das Leben der Juden war sehr traditionell und ihnen war bewusst, dass ihre nichtjüdischen Nachbarn „fortschrittlicher“ waren. Die Juden sprachen wenig oder kein Französisch, die offizielle Sprache im Elsass. Stattdessen sprachen sie Jiddisch, ein deutscher Dialekt, gemischt mit hebräisch-aramäischen Wörtern aus dem Alten Testament. Bei offiziellen Anlässen begrüßten sie sich mit „Shalom aleichem“ (Friede sei mit dir). Die Juden selbst bezeichneten ihre Sprache als Hebräisch.
Der Sabbat war ein wichtiger Tag der Woche, am Freitagabend kam die Familie zusammen um den Sabbat zu feiern. Am Samstag selbst besuchte man die Synagoge. In kleinen Orten ohne Synagoge kamen mindestens 10 „erwachsene“ Männer, älter als 13 Jahre, genannt Minjan, zusammen um zu beten. Wohlhabende Juden hielten sich einen „Schabbes-Goi“, einen Nicht-Juden, der die Arbeiten wie Feuer machen, die ihnen am Schabbat untersagt waren, ausführte. Die Juden selbst nannten sich zu dieser Zeit bereits Israeliten und Israel bezeichnete meist die Gemeinschaft der Juden, nicht das Land.
Während der langen Winterabende erzählte man sich Geschichten von Geistern und Dämonen und wie man ihnen begegnete, so dass sie keinen Schaden anrichten können. Der Hintergrund dieser Geschichten war einerseits die Armut, andererseits die gegenseitige Hilfe der jüdischen Gemeinde. Ein weiteres beliebtes Thema waren Geschichten aus der „Guten Alten Zeit“ der jüdischen Gemeinden in Worms und Frankfurt sowie Geschichten über den wundertätigen Rabbi Judah Löw in Prag.
Zu dieser Zeit waren einige jüdische Familien zu Wohlstand gekommen und waren wichtige Kunden der örtlichen Bauern. Ebenfalls konnten die Juden erstmals Land erwerben und begannen selbst als Bauern ihr Land zu bewirtschaften. In den Dörfern mit jüdischer Gemeinde gab es oft einige sehr arme Juden, die aus Osteuropa vor den Pogromen geflohen waren und jetzt von den Zuwendungen der ansässigen Juden lebten.
Zu einer Hochzeit schmückten sich die jungen Leute der Gemeinde. Es kamen viele Gäste der umliegenden Dörfer und man konnte einen Partner oder eine Partnerin finden. Die Heirat innerhalb der eigenen Gemeinde wurde nicht gerne gesehen. Der traditionelle Schadchen (Heiratsvermittler) vermittelte oft die Hochzeiten. Sein Honorar betrug 4 % der Mitgift der Braut. Zu den Hochzeiten kamen auch Gäste aus dem nahen Deutschland, trotz der 100-jährigen Zugehörigkeit des Elsass zu Frankreich waren die Bindungen über den Rhein erhalten geblieben. Die jungen Frauen trugen ihr Haar offen, nach der Heirat mussten sie es mit einer Haube bedecken. Am Morgen der Hochzeit flochten die Matronen des Dorfes die Haare der jungen Frau und bedeckten sie mit einer kunstvoll verzierten Haube. Die alten, wohlhabenden Männer trugen französische Trachten vor der Revolution mit „Culottes“ (Kniebundhose). Nach der feierliche Trauungszeremonie zerschlug der Schames (s. u.) eine Flasche als Symbol, wie zerbrechlich das Glück ist. Schon bei der offiziellen Verlobung wurde eine Tasse zerbrochen unter Masel tov (Viel Glück) Rufen.
Im Winter kam manchmal ein Marionettenspieler in die Dörfer und spielte Heiligengeschichten am Sonntag für die Christen und Geschichten aus dem Alten Testament am Freitag für die Juden.
Die jüdische Gemeinde verwaltete sich weitgehend selbst. Die „Chasan“ (Sänger) der Synagoge, 2 bis 3 Männer in kleinen Gemeinden, wurden dafür bezahlt, allerdings sehr gering. Sie hatten weiteres Einkommen durch den Unterricht der kleinen Kinder in der Judenschule (École israélite) und die Ausrichtung der jüdischen Feste. Sie fungierten als eine Art Gemeindearbeiter. Der Leiter (instituteur) der Judenschule war eine wichtige Persönlichkeit, oft der einzige in der Gemeinde mit einer formalen Ausbildung, der korrektes Französisch sprach. Zu seinen Aufgaben gehörte nicht nur der Unterricht der Kinder, sondern auch das allgemeine, speziell das geistige Wohl der Gemeinde. Eine weitere wichtige Person war der Schames: Schames ist das hebräische Wort für Schulklepper. Er hatte bestimmte Funktionen als niederer Gemeindediener. Zusätzlich hatte er eine spezielle Beziehung zum Jenseits, er übernahm die Totenwache und wachte in der Nacht nach Jom Kippur allein in der Synagoge.
Die Trauer um einen verstorbenen Angehörigen spielte eine wichtige Rolle im jüdischen Leben. Über Jahrhunderte als Minderheit verfolgt, war die Gemeinde auf ihre gegenseitige Solidarität angewiesen, der Verlust eines Menschen betraf alle. Orientalische Trauergesten hatten sich erhalten: Die Frauen gaben lautstark ihrer Trauer Ausdruck und zerzausten sich Haare und Kleider. Die ganze Gemeinde nahm teil, die Männer beteten mit dem Rabbi in einem eigenen Raum. Unter Anleitung des Shames wird die Zeremonie der „Méhila“ (hebräisch für Vergebung) ausgeführt: die Familie verabschiedet sich einzeln vom Toten. Der Trauerzug zum Friedhof erfolgte still, in der Kapelle wurde der Tote gewaschen und neu gekleidet und schließlich begraben. Acht Tage lang trauerte de Familie, die Nachbarn besuchten sie in dieser Zeit, um gemeinsam zu beten.
Bei der Geburt vollzog man ein magisches Ritual zum Schutz von Mutter und Kind. Mit einem sogenannten Kreißmesser (vom deutschen Wort kreißen für gebären) wurden symbolische Kreise um die Mutter beschrieben. Jüdische Knaben werden am 8. Tag nach der Geburt beschnitten. Die Windel, in der das Kind während er Zeremonie lag, wird aufbewahrt und mit dem Names seines Vaters, dem Datum seiner Geburt und Wünschen für ein gutes Leben in hebräischen Buchstaben in Stickerei verziert. Sie wird Mappa genannt. Mit 3 Jahren spendet der Junge seine Mappa der Synagoge, wo sie aufbewahrt wird.

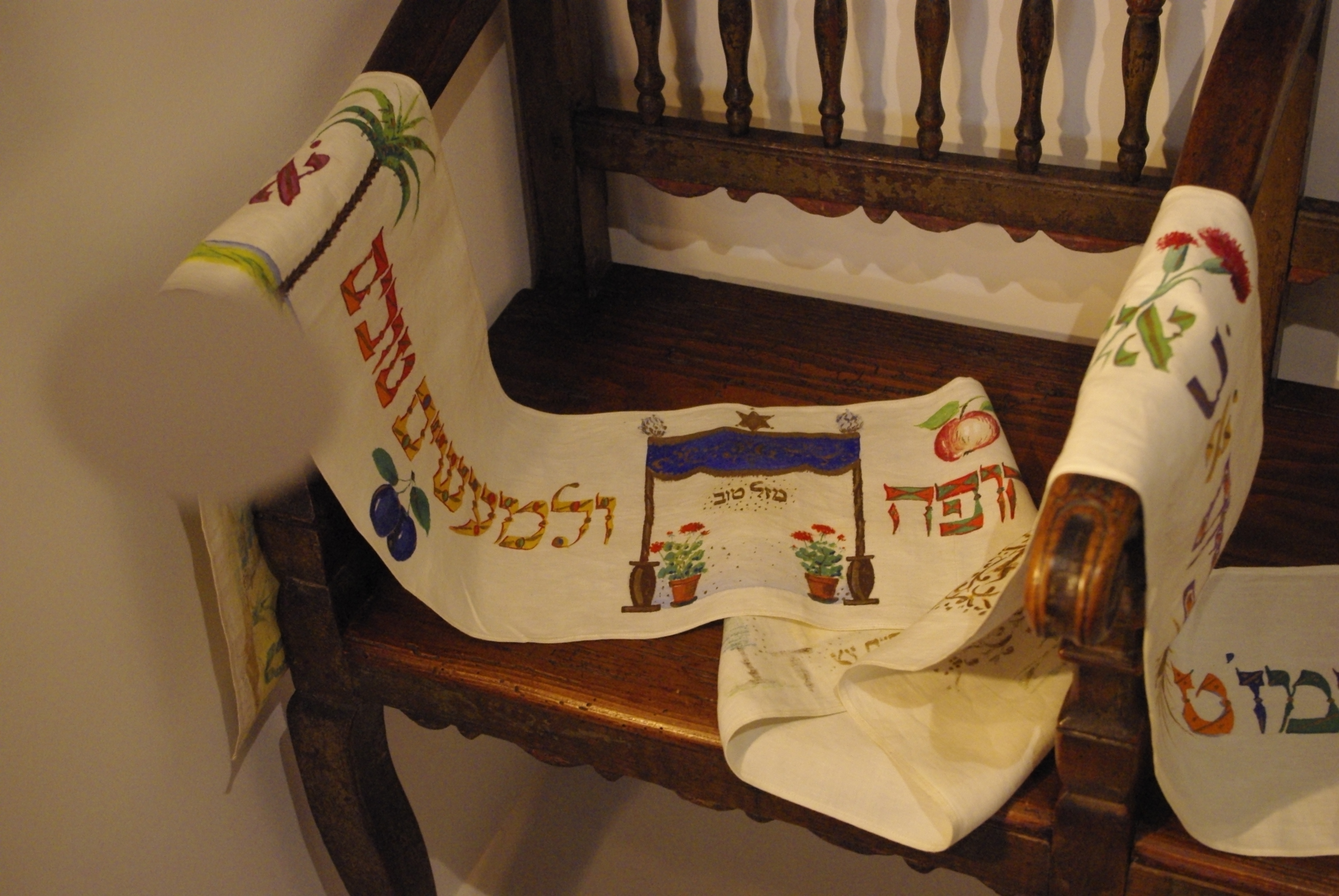
Mappa im Musée Alsacien de Strasbourg

Der Autor schildert ausführlich die großen Feste, die das jüdische Jahr begleiten. Diese wurden sehr traditionell gefeiert, so ist das Passahfest (Ostern) voller Symbole der Versklavung in Ägypten und dem Auszug unter Moses. Es war üblich, dass die wohlhabenderen Familien ein armes Gemeindemitglied zum Fest einluden, oft einen fliegenden Händler, der Neuigkeiten aus den anderen Gemeinden erzählte.
Der Autor schließt sein Buch mit drei Anhängen: zwei Geschichten aus der Bibel, das Buch Rut und das Hoheslied. Im 3. Anhang berichtet er von Ludwig Wihl, einem deutschen Juden und Poeten, den er sehr schätzt. Hier schildert er das Schicksal des jüdischen Intellektuellen während der Jüdische Emanzipation im 19. Jahrhundert.

### Die Geburt
Daniel Stauben schreibt nur wenig über das dritte große Ereignis im Leben der religiösen Juden: die Geburt. Man hat allerdings Zeugnisse über den Ablauf und den religiösen Hintergrund der Geburt im 19. Jahrhundert im Elsass. In den größeren Gemeinden gab es mindestens zwei Hebammen: eine für Christen und eine für Juden. Neben der medizinischen Betreuung der Gebärenden war genauso wichtig der religiöse Beistand, der Stand der Medizin erlaubte noch keine Rettung bei Komplikationen, daher war die vorsorgliche Anrufung Gottes und der biblischen Paare wie Adam und Eva, Abraham und Sarah oder Isaac und Rebecca wichtig. Am Tag der Geburt kam die Hebamme mit einem Gebärstuhl ins Haus der Frau, begleitet von älteren Frauen. Das Zimmer war mit frommen Sprüchen und Wünschen geschmückt, im Musée de Strasbourg sind einige Exemplare ausgestellt. Wichtig war die Abwehr von Lilith, im populären jüdischen Glauben die erste Frau Adams, die berüchtigt dafür war, dem Neugeborenen oder der Wöchnerin zu schaden als Rache für ihr Schicksal. Vor und während der Geburt führte man das oben beschriebene Ritual mit dem Kreißmesser aus. Der Rabbiner und männliche Angehörige beteten in einem benachbarten Raum. Nach der Geburt musste die Frau 9 Tage im Bett bleiben, dadurch musste sie nicht der Beschneidung ihres Kindes beiwohnen. Insgesamt musste sie sich 40 Tage nach der Geburt von den anderen fernhalten, die Gebärende galt als unrein und musste sich nach Ablauf in der Mikwe reinigen.

## Jüdische Eheverträge im 18. Jahrhundert im Elsass
In der Zeit von 1747 bis 1790 findet man 28 jüdische Eheverträge in den Notariaten von Soultz-sous-Forêts und Wissembourg.

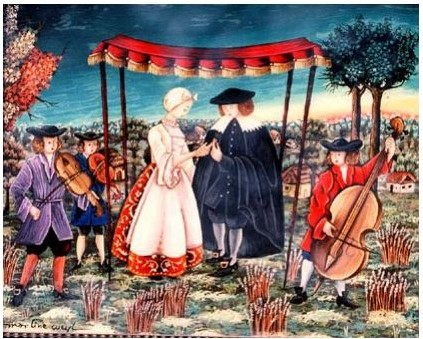
Jüdische Heirat im 18. Jahrhundert

Manche Verträge waren in Französisch, andere in Deutsch abgefasst. Jüdische Eheverträge (Ketubba) waren schon länger üblich. In ihnen wurde das Datum der Eheschließung, die Höhe der Mitgift und alle weiteren Verpflichtungen, vor allem materieller Natur, festgelegt. Die Hochzeit selbst fand in der Synagoge durch den Rabbiner statt. Auch der Vertrag wurde durch den Rabbiner ausgefertigt und von den Hochzeitsleuten und ihren Eltern unterschrieben. Im 18. Jahrhundert begannen einige jüdische Familien, diese Verträge durch die offiziellen staatlichen Stellen, die Notariate, ausstellen zu lassen. Dies diente der Anerkennung durch den Staat. Nach der Französischen Revolution erlangten die Juden das volle Bürgerrecht, die jüdische Hochzeit wurde durch den staatlichen Akt ergänzt. Neben den beteiligten Personen wurde die Mitgift detailliert beschrieben.

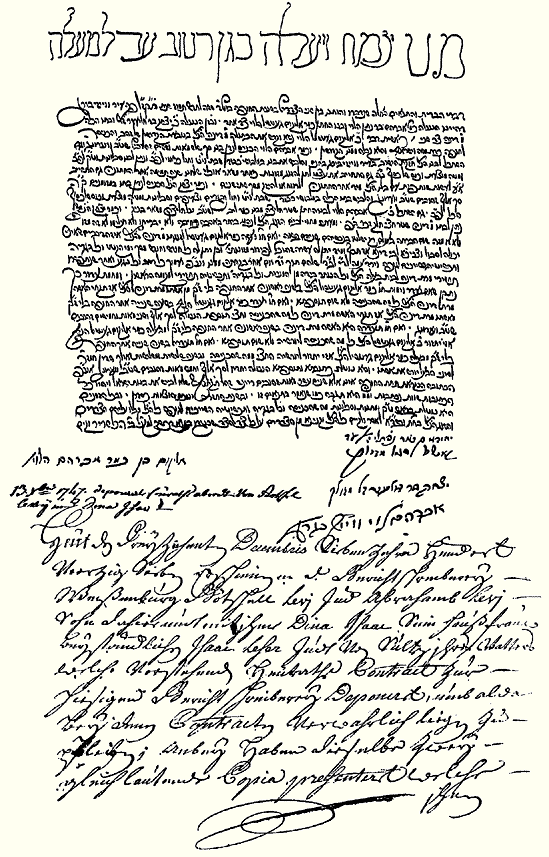
Jüdischer Ehevertrag im 18. Jahrhundert

Die 28 Eheverträge betrafen nicht nur französische Gemeinden, sondern auch benachbarte in Deutschland wie Bergzabern und Billigheim. In den Verträgen war häufig festgelegt, dass die Eltern des Bräutigams für die Wohnung sorgen müssen, ebenfalls für den Unterhalt in den ersten Jahren, dies auch manchmal durch die Eltern der Braut. Oft wurde auch festgelegt, dass der Bräutigam in das Geschäft seines Vaters eintreten darf. Auch der Bräutigam brachte eine Mitgift in die Ehe ein, die meist mit „Alles, was er besitzt“ beschrieben wurde.

## Jüdische Schulen im 19. Jahrhundert
Vor den Napoleonischen Dekreten 1808 lag die Ausbildung der Juden in der Hand der Rabbiner oder Kantoren. Die Ausbildung war rudimentär, immerhin konnten 92 % der Männer und 38 % der Frauen ihren Namen schreiben, oft mit hebräischen Buchstaben. Nach 1816 mussten alle Gemeinden eine Schule für ihre Kinder einrichten. Die jüdischen Schulen wurden von den Konsistorien betrieben, die Gemeinden wollten die Finanzierung nicht übernehmen. Die Konsistorien hatten aber das Recht, ihre Schulen der Gemeinde zu übertragen. Diese mussten sie dann finanzieren und waren für die Einhaltung der Lehrpläne und die Qualifikation der Lehrer verantwortlich. Erst nach 1850 wurden auch Schulen für Mädchen obligatorisch. 1819 wurde die erste israelitische Grundschule in Straßburg eröffnet, 1824 eine Gewerbeschule. 1823 besuchten 70 Kinder die Straßburger Schule. Nach 1830 wurden praktisch alle jüdischen Schulen von den Gemeinden betrieben. 1851 gab es im Elsass 96 jüdische Lehrer. Lange war das Niveau der kleinen Schulen auf dem Land niedrig und wurde immer wieder kritisiert, so galten 1833 im Nordelsass nur die Schulen in Wissembourg und Niederbronn als qualifiziert. Langsam verbesserte sich das Niveau der Schulen. Eine wichtige Aufgabe war allen Kindern Französisch beizubringen, viele sprachen nur Jiddisch oder Deutsch. Wie zu der Zeit üblich wurden Knaben und Mädchen getrennt unterrichtet, erst 1842 wurde die erste Mädchenschule in Straßburg gegründet. Sie erhielten Unterricht in den Grundfächern wie Französisch und Deutsch, etwas Hebräisch und Handarbeiten. Nach der Grundschule konnten sie ein Handwerk lernen, ein Fortschritt. In der zweiten Hälfte des 19. Jahrhunderts unterschrieben 90 % der Männer und 77 % der Frauen ihre Heiratsurkunde mit lateinischen Buchstaben. Ein jüdischer Lehrer verdiente ca. 200 Francs im Jahr, dies war wenig, es war aber üblich, dass er von den reichen Eltern zum Essen eingeladen wurde. Nach der Annexion durch Deutschland 1871 wurden die Konfessionsschulen durch Multi-Konfessionschulen abgelöst. Diese waren christlich orientiert, die jüdischen Schüler waren vom Religionsunterricht und dem Morgengebet befreit und erhielten eigenen Unterricht in ihrer Religion und Geschichte („Kodesh“). Reiche jüdische Familien ließen ihre Kinder zu Hause auf Französisch unterrichten und schickten sie später auf Internate in Frankreich.